# Der kleine Trompeter
Der Kleine Trompeter war ursprünglich ein Lied über einen gefallenen Kameraden im Ersten Weltkrieg. In der Zwischenkriegszeit wurde es zum sentimentalen politischen Lied. Das Lied wurde nach dem Krieg in der DDR gepflegt, jedoch mit Textänderungen, die der sozialistischen Politik der DDR geschuldet waren. In dieser Fassung gehörte es aber auch zum Repertoire westdeutscher Liedermacher wie Hannes Wader.

## Entstehung
Die Urfassung des Liedes stammt von Victor Gurski (* 1874; Text) und Thomas Hagedorn (1871–1926; Musik) aus dem Jahr 1915. Es beschreibt den Tod des Signaltrompeters Karl Gustav Ulbach (Straßenbahnfahrer in Plauen, * 1885 in Gefell bei Schleiz in Thüringen) am 23. November 1914 bei St. Souplet in Frankreich. Dessen Grab befindet sich heute auf dem Soldatenfriedhof von Souain-Perthes-lès-Hurlus.
Das Lied behandelt in der 1925 entstandenen kommunistisch veränderten Fassung das Schicksal des 1897 geborenen halleschen Bürstenbinders Friedrich August Weineck, besser bekannt als Fritz Weineck. Dieser war ab 1924 Mitglied im Roten Frontkämpferbund (RFB), einem paramilitärischen Kampfverband der KPD. Weineck gehörte als Hornist einem Spielmannszug des RFB an und starb während einer Wahlkampfveranstaltung Ernst Thälmanns im halleschen Volkspark am 13. März 1925 durch den Schuss eines Polizisten in den Rücken. Weinecks Tod wurde von der KPD propagandistisch verwertet, was zur Entstehung des Liedes von 1925 führte, welches weite Verbreitung fand. Die Melodie wurde von dem Soldatenlied Von allen Kameraden übernommen, der Textdichter ist unbekannt. Nach Zeitzeugenberichten sind die Verse „aus dem Volke gekommen“. Kritisiert wurde nach dem Ende der DDR, dass Weineck kein Trompeter war sowie dass er zum Märtyrer für den Kampf der Arbeiterklasse stilisiert wurde, obwohl er eher eine Randfigur der Geschehnisse von 1925 war.

## Text und Textveränderungen
| Von allen Kameraden | Urfassung | Originalfassung | Horst-Wessel-Fassung |
| --- | --- | --- | --- |
| Von allen Kameraden war keiner so frohgemut, Als unser kleiner Trompeter, ein jung Soldatenblut. Wenn uns der Mut wollt sinken, manchmal in Sturm und Nacht, Mit trauten Heimatliedern hat er uns froh gemacht. Hat oft um unsertwillen vergessen die eigne Not, Ein trutzig Liedlein geblasen umlauert frühen Tod. Und als ihn die Kugel getroffen mitten im frohen Lied, mit einem seligen Lächeln der kleine Trompeter verschied. | Von allen Kameraden War keiner so frohgemut Als unser kleiner Trompeter – Ein jung’ Husarenblut. – Wenn uns der Mut wollt’sinken Manchmal in stürmischer Nacht – Mit trauten Heimatliedern Hat er uns stark gemacht. Hat oft um unsertwillen Vergessen die eigene Not – Ein trutzig Stücklein geblasen, Umlauert vom frühen Tod. Und als ihn die Kugel getroffen Mitten beim frohen Lied – Mit einem seligen Lächeln Unser kleiner Trompeter schied. So nahmen wir den Spaten Und gruben ein tiefes Grab, Und die ihn am liebsten hatten, Sie senkten ihn still hinab. Von allen Kameraden War keiner so frohgemut! Fahr wohl, du kleiner Trompeter – Fahr wohl, Husarenblut. – | Von all unsern Kameraden war keiner so lieb und so gut wie unser kleiner Trompeter, ein lustiges Rotgardistenblut. Wir saßen so fröhlich beisammen in einer so stürmischen Nacht, mit seinen Freiheitsliedern hat er uns so fröhlich gemacht. Da kam eine feindliche Kugel bei einem so fröhlichen Spiel, mit einem so seligen Lächeln unser kleiner Trompeter, er fiel. Da nahmen wir Hacke und Spaten und gruben ihm morgens ein Grab. Und die ihn am liebsten hatten, die senkten ihn stille hinab. Schlaf wohl, du kleiner Trompeter, wir waren dir alle so gut. Schlaf wohl du kleiner Trompeter, du lustiges Rotgardistenblut. | Von all unsern Kameraden war keiner so lieb und gut wie unser Sturmführer Horst Wessel, ein lustiges Hakenkreuzlerblut. Wir saßen so fröhlich beisammen in einer so stürmischen Nacht; mit seinen Freiheitsliedern hat er uns so glücklich gemacht. Da kam eine feindliche Kugel von roter Mordbubenhand, Horst Wessel, du ließest dein Leben für Freiheit und Vaterland. Berliner SA-Kameraden, die gruben ihm traurig sein Grab. Und die ihn am liebsten hatten, die senkten ihn stille hinab. Schlaf wohl, Sturmführer Horst Wessel, dein Sterben hat stark uns gemacht. Im Morgenrot flattern die Fahnen, Sieg Heil braust es über die Schlacht. |

### Urfassung
Die Urfassung des Liedes vom August 1915. Der Text wurde von Victor Gurski (* 1874) und die Melodie von Thomas Hagedorn (1871–1926) geschaffen.

### Originalfassung
Die Fassung von 1925 – nach dem Tod von Fritz Weineck – bestand aus fünf Strophen:

### Horst Wessel
In den 1930er Jahren wurde das Lied von den Nationalsozialisten auf Horst Wessel umgetextet. Wessel war am 13. Januar 1930 in seiner Wohnung von Albrecht Höhler, einem Mitglied des RFB, niedergeschossen worden und am 23. Februar 1930 in Berlin verstorben.
Linke Terminologie wie „Rotgardistenblut“ wurde zu „Hakenkreuzlerblut“ umgedichtet, die Textstelle „bei einem so fröhlichen Spiel“ der Strophe 3 wurde zu „von roter Mordbubenhand“. Das Lied verlor seinen sentimentalen Charakter und endete nun mit der Parole: „Sieg Heil braust es über die Schlacht“.

### Der Kleine Trompeterin der DDR
In der DDR wurde das Lied vom Freien Deutschen Gewerkschaftsbund (FDGB) um eine Strophe verlängert:
Du bist nicht vergeblich gefallen,

dein Werk haben wir nun vollbracht.

Wir bauten den Staat, der uns allen

die Freiheit und den Frieden gebracht.

Laßt stolz unsern Ruf drum erschallen:

Es lebe die Arbeitermacht!
Der Text der neuen Strophe ist länger, da die jeweils zweite Hälfte der Originalstrophen wiederholt werden, während die angehängte Strophe durchgesungen wurde. Außerdem wurde das „selige Lächeln“ der dritten Strophe durch „mit einem mutigen Lächeln“ ersetzt.

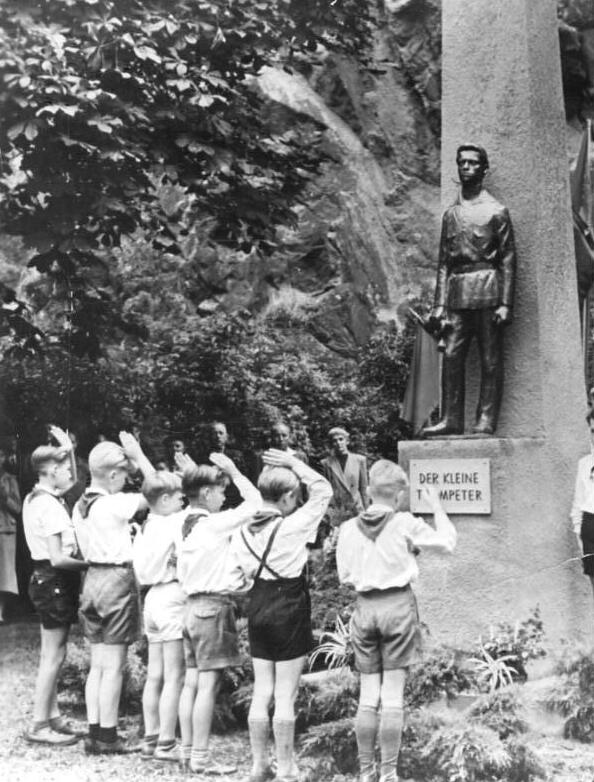
Thälmannpioniere vor dem im selben Jahr eingeweihten Fritz-Weineck-Denkmal in Halle, 1958

Weineck wurde in der DDR offiziell glorifiziert, das Lied und seine Person verehrt:
- Straßen, Schulen und Plätze in der DDR wurden nach Fritz Weineck benannt.
- Das Lied Der kleine Trompeter wurde von den Schülern der Polytechnischen Oberschule (POS) der Klassen 1 bis 3 auswendig gelernt.
- 1958 erfolgte im Rahmen des III. Pioniertreffens in Halle (Saale) eine Umbenennung des Rive-Ufers der Saale in Weineck-Ufer. Dort wurde das Trompeterdenkmal (Bildhauer Gerhard Geyer[9]) errichtet, welches für Fahnenappelle der Pionierorganisation genutzt wurde. Seit 1992 trägt das Ufer wieder den Namen Rives, zudem erinnert eine 1998 dort aufgestellte Stele mit einem Bronzeportrait an den früheren Oberbürgermeister. Das Fritz-Weineck-Denkmal wurde nach der Wende mit weißer Farbe überkippt und befindet sich heute in der Dauerausstellung zur Stadtgeschichte im Stadtmuseum Halle.[3] Zudem wurde eine Gedenktafel am Riveufer nahe dem halleschen Volkspark angebracht, die mit den Worten „Der kleine Trompeter des R. F. B. Spielmannzuges Fritz Weineck“ beginnt.
- 1964 entstand der DEFA-Film Das Lied vom Trompeter von Konrad Petzold.
- 1974 wurde die Monumentalplastik Der Kleine Trompeter beim Antifaschisten-Ehrenmal in Neubrandenburg aufgestellt, die den Tod Weinecks darstellen soll.[10]
- Vom Kinderbuchverlag Berlin wurde die Taschenbuchreihe Die kleinen Trompeterbücher herausgegeben. Die Geschichte über Weineck ist als Band 1 der Reihe erschienen (Der kleine Trompeter und sein Freund von Inge und Gerhard Holtz-Baumert, 1959).
- Erich Honecker wünschte, dass das Lied an seinem Grab gespielt werde.[11]

### Westdeutschland
Der westdeutsche Liedermacher Hannes Wader verwendete zeitweise ebenfalls eine angehängte sechste Strophe, mit der thematisch an das Lied Die Internationale angeknüpft wird:
Ihr Frauen der ganzen Erde,

ihr Brüder, seid immer bereit!

Wir werden nicht ruhen, nicht rasten,

bis die Welt ist vom Elend befreit.
Das Lied gehört heute nicht mehr zum Repertoire von Hannes Wader.